# Actio rei uxoriae
Actio rei uxoriae – w prawie rzymskim powództwo o zwrot posagu (dos) przysługujące żonie (uxor) po rozwiązaniu małżeństwa. Powództwo należało do actiones bonae fidei. Mężowi przysługiwało prawo retencji, tj. zatrzymania (retentio) części posagu (nie więcej niż połowę) jeżeli małżeństwo rozpadło się z winy żony, albo jeżeli pod władzą męża pozostają dzieci z tego małżeństwa.